# 庫欣峰
庫欣峰（英語：Cushing Peak）是南極洲的山峰，位於帕默群島的布拉班特島北部，處於古尤灣東南面3公里的利斯特冰川源頭，在1953年繪入阿根廷政府地圖，現時由南極條約體系管理。